# NFL Europa
NFL Europa – liga futbolu amerykańskiego działająca w Europie w latach 1991–2007. Założona w roku 1991 pod nazwą World League of American Football (WLAF), stanowiła rodzaj ligi wiosennej wspomagającej matczyną NFL, największą zawodową organizację futbolową w Stanach Zjednoczonych. W roku 1997 liga WLAF zmieniła nazwę na NFL European League (częściej określaną NFL Europe). Ostatecznie nazwę ustalono w roku 2006, przemianowując ligę na NFL Europa. Liga zakończyła działalność po sezonie w 2007 roku.
W ostatnim sezonie grało w niej 6 zespołów - pięć z Niemiec i jeden z Holandii. Trzon zawodników ligi stanowią młodzi futboliści amerykańskiej NFL, dla których rozgrywki w ramach NFL Europa mają być dodatkowym doświadczeniem i możliwością poznania nowych form treningu. Koszty pobytu tych zawodników w Starym Świecie pokrywane są przez ligę. W czerwcu 2007 po rozegraniu World Bowl zdecydowano zakończyć działalność NFL Europa.

## Zespoły NFL Europa (w latach 1991-2007)

### Drużyny istniejące
| Zespół             | Rok założenia |
| ------------------ | ------------- |
| Amsterdam Admirals | 1995          |
| Berlin Thunder     | 1999          |
| Cologne Centurions | 2004          |
| Frankfurt Galaxy   | 1991          |
| Hamburg Sea Devils | 2005          |
| Rhein Fire         | 1995          |

### Drużyny rozwiązane
| Zespół                   | Lata działalności |
| ------------------------ | ----------------- |
| London/England Monarchs  | 1991-1998         |
| (F.C.) Barcelona Dragons | 1991-2003         |
| Scottish Claymores       | 1995-2004         |

### Byłe drużyny z siedzibami w USA
- New York/New Jersey Knights, 1991–92
- Ohio Glory, 1992
- Orlando Thunder 1991
- Montreal Machine 1991-92
- Raleigh-Durham Skyhawks 1991–92
- Birmingham Fire 1991–92
- San Antonio Riders 1991–92
- Sacramento Surge 1991–92